# Кировакани
Кировакани (груз. კიროვაკანი, арм. Կիրովական) — село в Грузии, на территории Ахалкалакского муниципалитета края (мхаре) Самцхе-Джавахети.

## География
Село находится в южной части Грузии, в пределах Ахалкалакского плоскогорья, на западном берегу озера Зреси (Паския), на расстоянии приблизительно 6 километров (по прямой) к западу от города Ахалкалаки, административного центра муниципалитета. Абсолютная высота — 1735 метров над уровнем моря.

## Население
По результатам официальной переписи населения 2014 года, в Кировакани проживало 331 человек (167 мужчин и 164 женщины). В национальной структуре населения армяне составляли 99,7 %, грузины — 0,3 %.
| Год  | Население, человек |
| ---- | ------------------ |
| 2002 | 457                |
| 2014 | ↘ 331              |